# (24845) 1995 VP17
(24845) 1995 VP17 est un astéroïde de la ceinture principale découvert en 1995.

## Description
(24845) 1995 VP17 a été découvert le 15 novembre 1995 à l'observatoire de Kitt Peak, situé dans l'Arizona (États-Unis), par le projet Spacewatch de l’université de l'Arizona.

### Caractéristiques orbitales
L'orbite de cet astéroïde est caractérisée par un demi-grand axe de 2,44 UA, un périhélie de 2,34 UA, une excentricité de 0,04 et une inclinaison de 2,21° par rapport à l'écliptique. Du fait de ces caractéristiques, à savoir un demi-grand axe compris entre 2 et 3,2 UA et un périhélie supérieur à 1,666 UA, il est classé, selon la JPL Small-Body Database, comme objet de la ceinture principale.

### Caractéristiques physiques
(24845) 1995 VP17 a une magnitude absolue (H) de 15,7 et un albédo estimé à 0,197.